# Poecilaemula lavarrei
Poecilaemula lavarrei is een hooiwagen uit de familie Cosmetidae.